# Royal Botanic Gardens (Sydney)

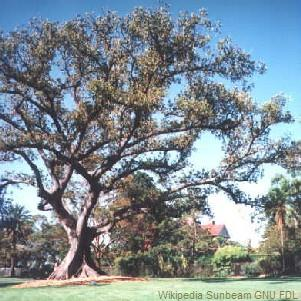
Baum

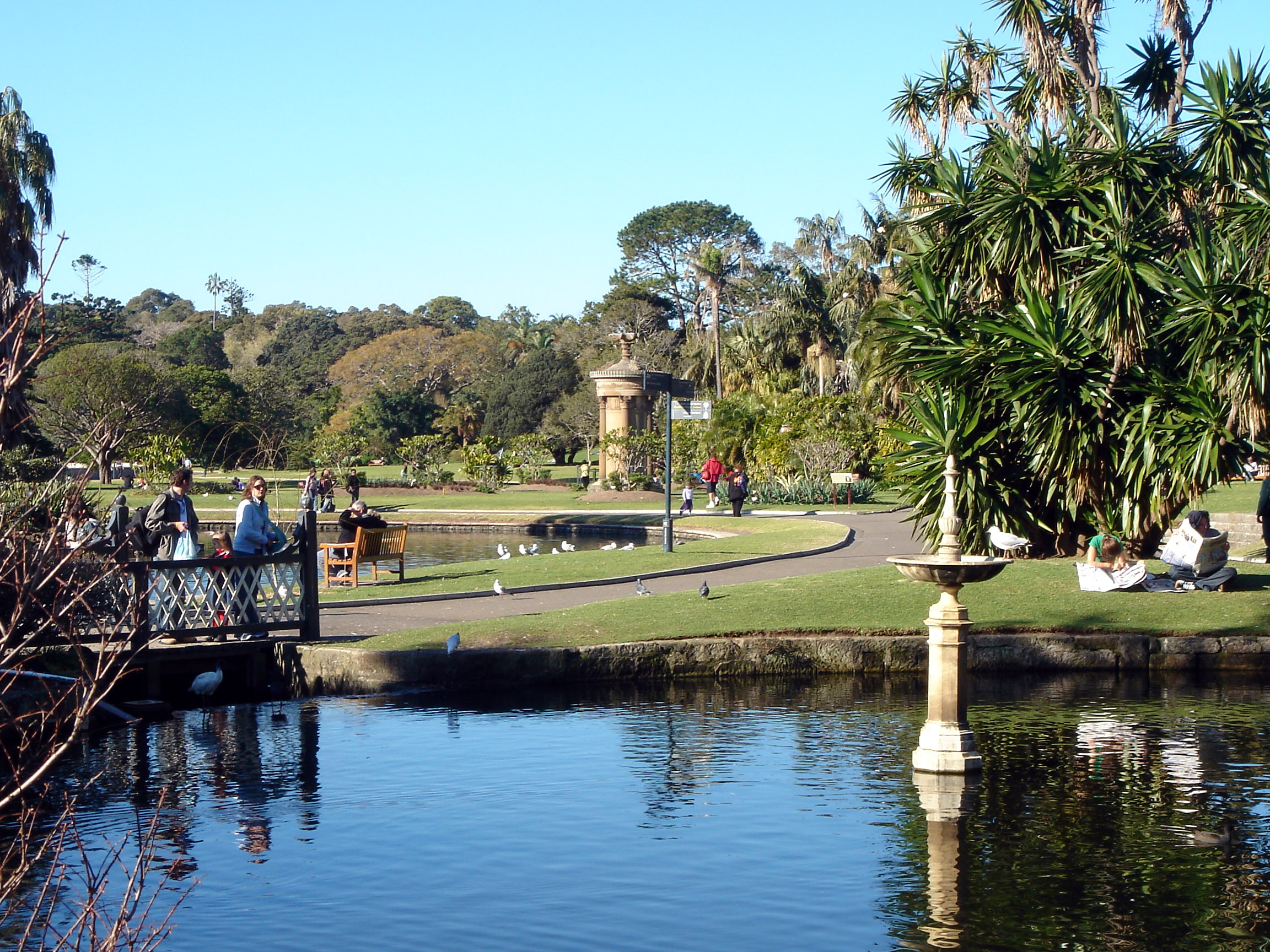
Teich in den Lower Gardens

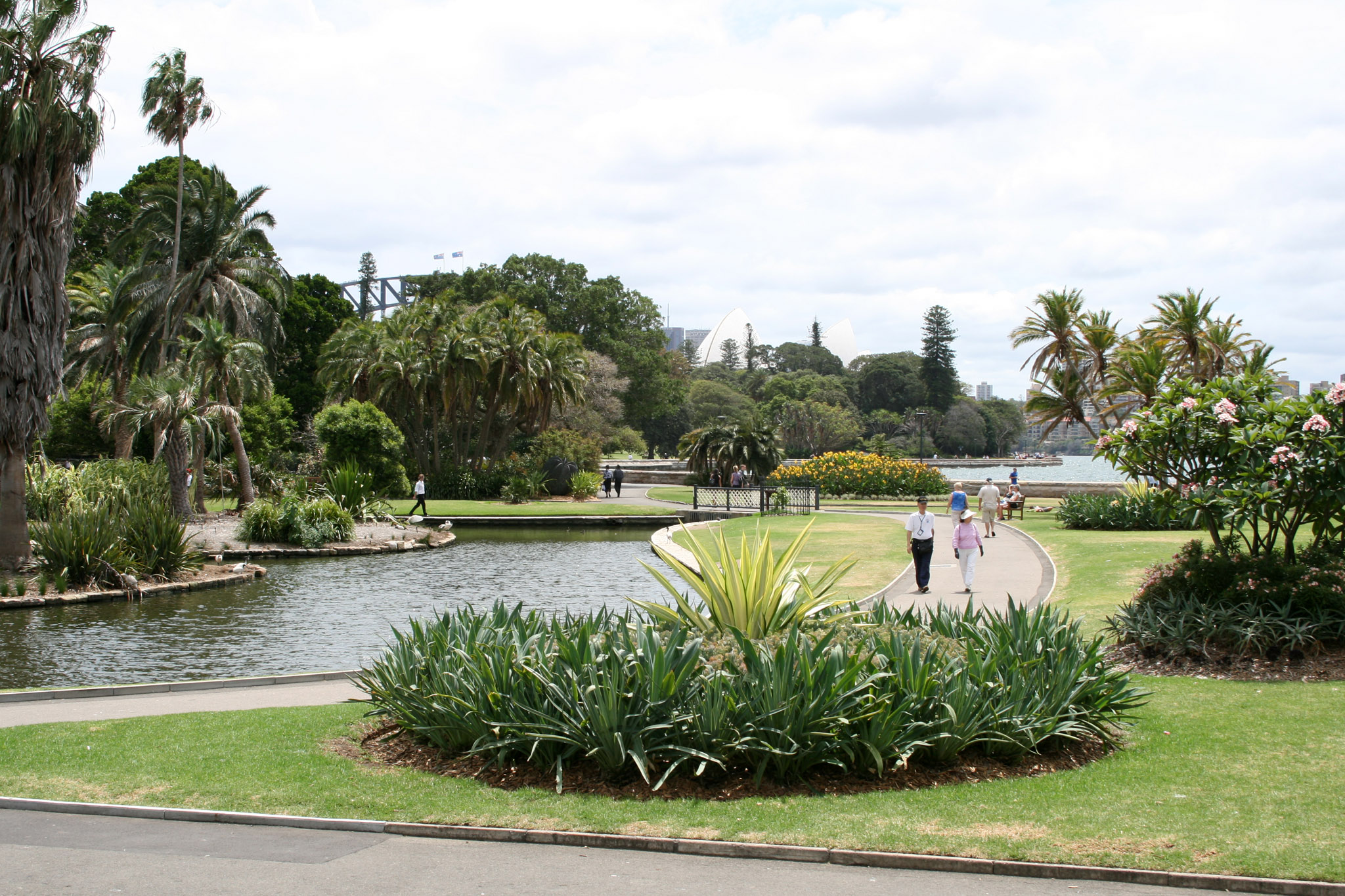
Gewässer in den Lower Gardens

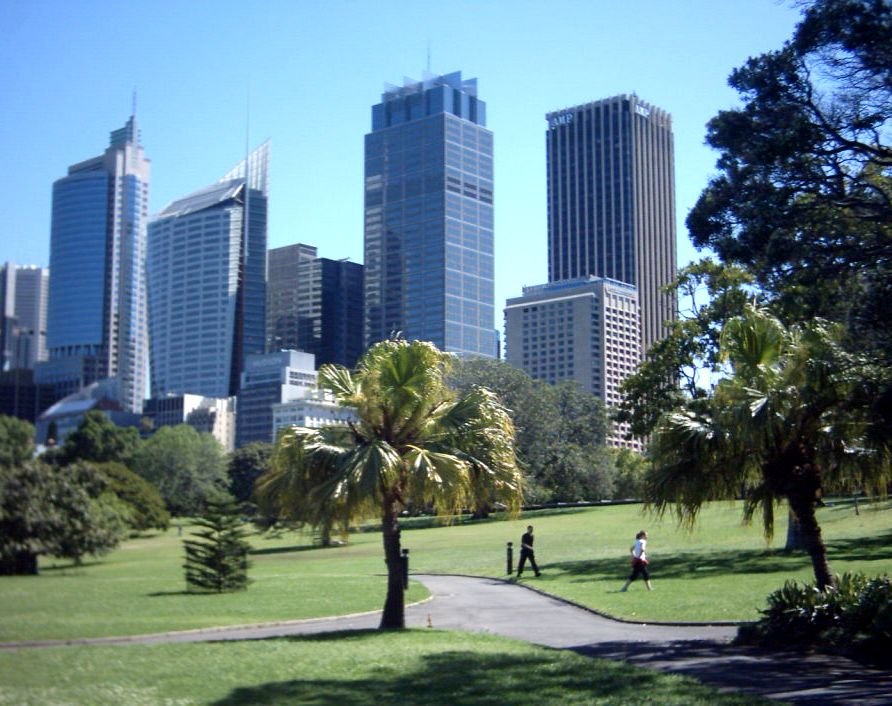
Blick auf die Skyline von Sydney

Der Royal Botanic Gardens in Sydney, Australien, ist der größte von drei botanischen Gärten von Sydney. Der Garten ist täglich geöffnet, der Eintritt ist frei.

## Lage
Der botanische Garten überblickt die Farm Cove und liegt direkt östlich vom Sydney Opera House und dem Circular Quay. Am Südende ist er durch den Cahill Expressway begrenzt. Seine Fläche beträgt über 30 Hektar.

## Geschichte
Der erste Bauernhof Australiens wurde 1788 an der Farm Cove errichtet. Obwohl der Hof nicht erfolgreich war, wurde der Boden seither bebaut und damit immer fruchtbarer gemacht.
Der botanische Garten wurde 1816 an dieser Stelle gegründet, er war ein Teil des Gartens des Governors. Mit dem ersten Botaniker der noch jungen Kolonie, Charles Frazer, der nahezu 3000 Pflanzen aus Großbritannien erfolgreich anbaute, begann 1817 eine lange Geschichte des Sammelns und des Studiums der Pflanzen. Der botanische Garten von Sydney ist damit die älteste wissenschaftliche Institution in Australien und spielte eine wichtige Rolle in der Ansiedelung von Pflanzen aus anderen Regionen. Charles Moore, Direktor von 1848 bis 1896, hat viel zur Entwicklung des botanischen Gartens, wie wir ihn heute kennen, beigetragen. So löste er die Probleme rund um schlechten Boden, Wasser- und Geldmangel.
1862 wurde der erste Zoo von Sydney mitten im botanischen Garten eröffnet. 1879 wurde ein recht großer Teil des Gartens für den Bau des Garden Exhibition Palace verwendet, das während der Sydney International Exhibition (1879) über eine Million Besucher mit einer rund 30 Meter hohen Kuppel beeindruckte. Das Gebäude wurde 1882 von einem Feuer zerstört. Bis Ende des 19. Jahrhunderts hatte sich der Garten gut etabliert.
Während des Ersten Weltkrieges und vor allem der Depression der 1930er Jahre verfiel der botanische Garten. Erst ab 1945 wurde der Garten unter Direktor Robert Anderson wieder aufgebaut. Seit 1959 trägt der Garten den Zusatz 'Royal'. Seit 1965 wurden viele Teile des Gartens neu gestaltet und erweitert, so z. B. das tropische Gewächshaus, der Rosengarten, der orientalische Garten, der Farngarten und viele mehr. Heute wird der botanische Garten von den Friends of the Royal Botanic Gardens und der Royal Botanic Gardens Foundation unterstützt.
Im botanischen Garten fanden die Triathlonwettkämpfe der Olympischen Sommerspiele 2000 statt.
Die Schlussszene von Matrix Revolutions wurde im botanischen Garten Sydney aufgenommen.

## Bereiche
- Begoniengarten

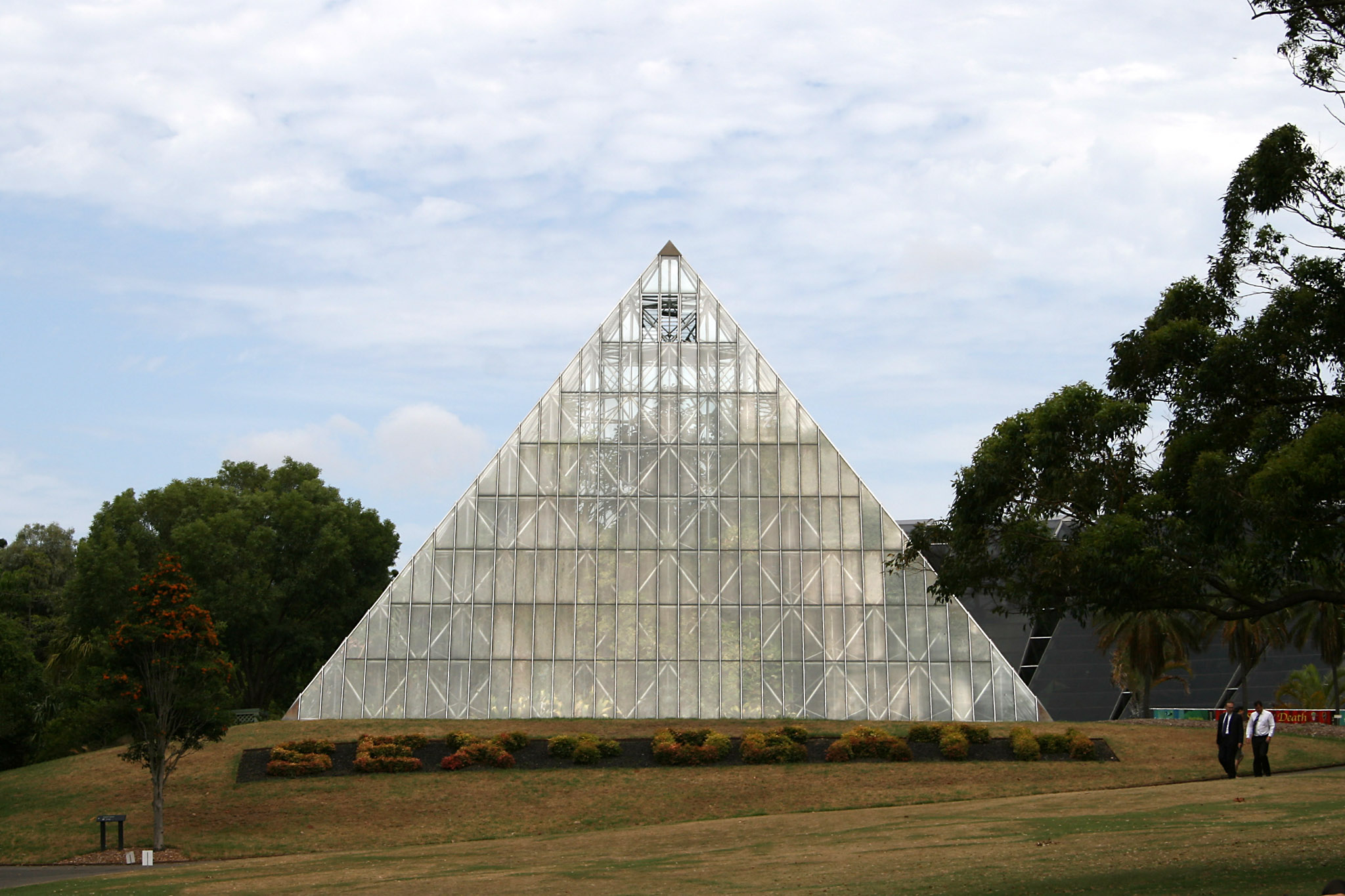
Das Tropenhaus

- Cadi Jam Ora - First Encounters: Pflanzen, die ursprünglich auf dem Gelände des botanischen Gartens wuchsen
- Government House Grounds
- Kräutergarten
- HSBC Orientalischer Garten
- Spaziergang durch den Regenwald
- Mrs Macquaries Spaziergang durch das Buschland
- Old Mill Garden & Greenway Terrace
- Palmenhain
- Garten der Pioniere
- Sammlung rarer und bedrohter Pflanzen
- Steingarten mit einheimischen Pflanzen
- Rosengarten
- Sukkulentengarten
- Farngarten
- Tropenhaus
- Wollemie (Wollemia nobilis) - eine der ältesten und rarsten Pflanzen der Welt. Weniger als 100 frei wachsende Bäume stehen in den Blue Mountains.